# Клеопины
Клеопины — русский дворянский род, происходящий от Ивана Клеопы, переведённого в 1495 из Москвы на поместье в Новгород.
В Родословной книге из собрания князя М. А. Оболенского записано, что род Клеопины идёт от рода Кутузовых. В родословной росписи Кутузовых упомянуты дети боярина архиепископа Геннадия, Михаила Васильевича Клеопы, Никита, Федор и Андрей Михайловичи Клеопины-Кутузовы, дед которых был боярин Василий Фёдорович и служил великому князю Василию Тёмному, а прадед Федор Александрович Кутуз, был родоначальником рода Кутузовых. Сын его брата Василий Ананьевич новгородский посадник в 1471 году и родоначальник Голенищевых-Кутузовых. Дочь Андрея Михайловича Клеопы-Кутузова, была женою последнего казанского царя, чингизида, Едигера-Симеона Бекбулатовича.
- Алексей Клеопин был новгородским дворянином, владеющими небольшими поместьем в сельце Засапинье и вотчиной в Псковском уезде[5].
- Иван Клеопин (конец 1648/первая половина 1649 — 8 декабря 1671) — сын новгородского дворянина Алексея Клеопина. Страдал психическим заболеванием, в связи с этим, не осознано выдавал себя за царевича Алексея Алексеевича — сына русского царя Алексея Михайловича[6].
- Степан Васильевич Клеопин был головой псковских стрельцов в 1683 году.
- Никифор Герасимович Клеопин (1700—после 1771) — главный начальник уральских заводов (1745—1754, 1756—1758), один из основателей Екатеринбурга[7][8][9].

Род Клеопиных был внесён в VI и II части родословной книги Новгородской губернии.